# Пшиборек, Адриан
Адриан Пшиборек (пол. Adrian Przyborek; родился 1 января 2007, Кошалин, Польша) — польский футболист, полузащитник клуба «Погонь Щецин».

## Клубная карьера
Пшиборек — воспитанник польских команд «Сянув», «Балтык Кошалин» и «Погонь Щецин». 18 февраля 2023 года дебютировал за «Погонь», выйдя на замену в матче Экстракласы против клуба «Варта». 3 сентября 2023 года впервые вышел в стартовом составе на матч чемпионата Польши против «Заглембе Любин». 12 апреля 2024 года в матче Экстракласы против клуба «Рух Хожув» Пшиборек забил свой первый гол в профессиональной карьере.

## Карьера в сборной
Выступал за сборные Польши до 16, до 17 и до 18 лет.